# ألما ليفانت هايدن
ألما ليفانت هايدن (بالإنجليزية: Alma Levant Hayden) (27 مارس 1927- 2 أغسطس 1967) عالمة كيمياء أمريكية، إحدى أوائل النساء الأمريكيات من أصل إفريقي التي تنال مكانةً علمية في وكالة علمية في واشنطن. انضمت إلى معاهد الصحة الوطنية الأمريكية في خمسينيات القرن الماضي. تخرجت هايدن من جامعة هاوارد بدرجة ماجستير في الكيمياء وأصبحت خبيرةً في قياس الضوء الطيفي وهي الطريقة التي تمتص بها المواد الضوء. نشرت بحثها عن الأشعة تحت الحمراء وتقنيات تحليل المواد الكيميائية في عدة مجلات علمية. عُيِّنت هايدن رئيسة فرع البحث باستخدام قياس الضوء الطيفي في قسم الكيمياء الصيدلية في وكالة الغذاء والدواء الأمريكية عام 1963، وقد تكون أول عالمة أفريقية أمريكية في إدارة الغذاء والدواء الأمريكية. جذبت هايدن الاهتمام الوطني عندما قادت الفريق الذي كشف زيف المادة الشائعة في كريبيوزين، العقّار البديل باهض الثمن الذي أثار جدلًا طويلًا لكونه مضادًا للسرطان. تزوجت هايدن من ألونزو هايدن وهو باحث زميل لها ورزقت بطفلين. توفيت هايدن عام 1967.

## التعليم
ولدت ألما ليفانت في جرينفيل بولاية كارولينا الجنوبية في الثلاثين من مارس آذار عام 1927  وتخرجت بمرتبة شرف عام 1947 من كلية ولاية كارولينا الجنوبية وهي كلية تعود تاريخيًا للسود في أورانجيبورغ في كاورلينا الجنوبية. كان مخططها الرئيسي أن تصبح ممرضة، لكنها وجدت نفسها مفتونةً بالكيمياء لا تريد الانفصال عنها، حصلت هايدن على الماجستير في الكيمياء من جامعة هاوارد.

## مسيرتها المهنية
انضمت هايدن للمعهد الوطني لأمراض الأيض والتهاب المفاصل التابع لمعاهد الصحة الوطنية الأمريكية، التُقطت الصورة الموجود أعلاه في المعهد ذاته عام 1952، وتظهر في الصورة وهي تعمل على تقنية تُدعى الاستشراب، وهي رش الكاشف الكيميائي على السوائل وتنقيطها على ورقة لاكتشاف أسلاف الستيريويدات.
انتقلت هايدن في منتصف خمسينيات القرن الماضي إلى إدارة الغذاء والدواء، المكان الذي أصبحت فيه أول إنسان ملون يعمل لدى الوكالة، وردت تقارير عن تلك الفترة عن وجود ممانعة لتوظيف امرأة أفريقية أمريكية في الوكالة لأن المسؤولين العلميين يجب عليهم تقديم شهاداتهم في المحاكم الأمرالذي اعتُبر مقلقًا لعدم معرفة كيفية تلقيه في بعض أجزاء الولايات المتحدة. أصبحت هايدن رئيسة فرع أبحاث قياس الضوء الطيفي في قسم الكيماء الصيدلية.
في عام 1962 وفي أعقاب مأساة الثاليدوميد، عزز تعديل كيفوفر هاريس من دور إدارة الغذاء والدواء للتأكد من سلامة الأدوية. لتنفيذ هذه الإجراءات عزمت إدارة الغذاء والدواء على التعرف على مكونات كريبيوزين، وهو العلاج البديل المثير للجدل وباهظ الثمن للسرطان. عيّنت هايدن طلابًا من قسمها لمهمة مقارنة صور قياس الضوء الطيفي للكريبيوزين مع أي صورة من المئتي ألف صورة المرتبة أبجديًا في ملفات إدارة الغذاء والدواء. عُثر بسرعة على تطابق محتمل في جدول حرف السي، وهي مادة شائعة تُدعى الكرياتين. توجد هذه المادة في الجسم بمعدلات أعلى بكثير مما توجد عليه في الكريبيوزين، وظهر أنها لا تملك أي تأثير على السرطان عند الحيوانات.
أجريت الدراسات الطيفية والبلورية لشكل مستقل من خلال ثلاث فرق بما في ذلك فريق من علماء معهد ماساشوستس للتكنولوجيا، أعلِن الاكتشاف في مؤتمر صحفي ضُمّن تقرير هايدن في سجلات الكونغرس الأمريكي. شهدت هايدن في المحاكمة المطولة لمروجي دواء الكريبيوزين.

## الحياة الشخصية
تزوجت هايدن من ألونزو هايدن زميلها الباحث الكيميائي في معاهد الصحة الوطنية، ينحدر ألونزو هايدن من غرب فيرجينيا، حاصل على الدكتوراه من جامعة ويسكونسون، خضع ألونزو لدراسات ما بعد التخرج في جامعة هاوارد، وعمل في معاهد الصحة الوطنية من عام 1952 إلى عام 1958.
رُزق آل هايدن بطفلين، ميشيل وأندريا. توفيت ألما هايدن في الثاني من أغسطس عام 1967، وتوفي ألونزو هايدن عام 1993.